# François Fontaine (rugby à XV)
Pour les articles homonymes, voir François Fontaine.

a Compétitions nationales et continentales officielles uniquement.

b Matchs officiels uniquement.
Dernière mise à jour le 17 février 2022.
François Fontaine, né le 10 mai 1995, est un joueur français de rugby à XV évoluant au poste de centre avec Soyaux Angoulême XV Charente.

## Biographie
François Fontaine évolue au sein du centre de formation de l'ASM Clermont Auvergne de 2012 à 2015 avant de rejoindre cette même année celui du Castres olympique.
François Fontaine commence sa carrière professionnelle en Top 14 avec le Castres olympique lors de la saison 2015-2016. Il disputera un match de Top 14 et quatre matches de Challenge européen.
En 2017, il s'engage en Pro D2 avec Colomiers rugby avec qui il va disputer 54 matches en quatre saisons entre 2017 et 2021.
En 2021, il rejoint Soyaux Angoulême XV Charente en Nationale.
Il dispute le Tournoi des Six Nations des moins de 20 ans avec l'équipe de France des moins de 20 ans en 2014 et 2015, remportant la première de ces éditions, et participe à la Coupe du monde junior en 2014 avec les Bleuets.

## Palmarès
- 2014 : Vainqueur du Tournoi des 6 Nations des moins de 20 ans.